# Dioptis incerta
Dioptis incerta är en fjärilsart som beskrevs av Erich Martin Hering 1925. Dioptis incerta ingår i släktet Dioptis och familjen tandspinnare. Inga underarter finns listade i Catalogue of Life.